# Tenghadi
Tenghadi este o comună din departamentul Boutilimit, Regiunea Trarza, Mauritania, cu o populație de 6.176 locuitori.